# Leon Eliasz
Leon Eliasz – polski kontrabasista i puzonista, pedagog i kapelmistrz orkiestr dętych, jeden z zasłużonych i popularnych muzyków bydgoskich. 

## Życiorys
Urodził się w 1912 r. w Radłowie (gmina Pakość). Wcześnie osierocony, od 1927 r. przebywał w Bydgoszczy. Grając jako elew na puzonie w orkiestrze wojskowej 61 Pułku Piechoty Wielkopolskiej, uczył się w Miejskim Konserwatorium Muzycznym - w klasie kontrabasu Bronisława Ciechańskiego. Do wybuchu II wojny światowej grał w zespole muzycznym Teatru Miejskiego, orkiestrze 31 Pułku Artylerii Lekkiej i orkiestrze fabrycznej w Wapiennie. 
Po wojnie zamieszkał wraz z rodziną w Inowrocławiu. Jednocześnie podnosił swoje muzyczne kwalifikacje w Państwowej Średniej Szkole Muzycznej im. K. Szymanowskiego w Toruniu. Od 1949 r. współpracował z Orkiestrą Symfoniczną Polskiego Radia prowadzoną przez Arnolda Rezlera i z Pomorską Orkiestrą Symfoniczną. Gdy ta ostatnia przekształciła się w Filharmonię Pomorską (1953), pełnił funkcję koncertmistrza kontrabasów. Od 1962 r. datuje się jego współpraca z bydgoską operą, do której przyjął go dyrektor Feliks Kłodziński. 
W 1967 r. zamieszkał na stałe w Bydgoszczy w tzw. „Filharmoniku” (wieżowiec przy ul. 3 Maja, przeznaczony dla muzyków Filharmonii Pomorskiej). Obowiązki muzyka łączył z pracą pedagoga i kapelmistrza. W latach 1965–1976 prowadził Orkiestrę Dętą Zakładów Sodowych w Janikowie. W 1969 r. Kuratorium Oświaty i Wychowania w Bydgoszczy powierzyło mu zorganizowanie orkiestry dętej przy Zespole Szkół Elektronicznych w Bydgoszczy. W latach 1969–1995 był jej kapelmistrzem, odnosząc z nią liczne sukcesy. Przez pierwsze dwa lata (1974-1976) prowadził także orkiestrę dętą Pałacu Młodzieży. Największe tryumfy odnosił z Orkiestrą Zespołu Szkół Elektronicznych, a w 1995 r. został wyróżniony został tytułem jej Honorowego Dyrygenta. Zmarł w 1999 r. w Bydgoszczy.

### Rodzina
Leon Eliasz był żonaty. Jego synem jest jazzman i perkusista Józef Eliasz, właściciel klubu Eljazz.